# Булгаковское сельское поселение (Мордовия)
Булгаковское се́льское поселе́ние — муниципальное образование в Кочкуровском районе Мордовии Российской Федерации.
Административный центр — село Булгаково.

## История
Статус и границы сельского поселения установлены Законом Республики Мордовия от 28 декабря 2004 года № 121-З «Об установлении границ муниципальных образований Кочкуровского муниципального района, Кочкуровского муниципального района и наделении их статусом сельского поселения и муниципального района».

## Население
| 2002 | 2010 | 2012 | 2013 | 2014 | 2015 | 2016 |
| ---- | ---- | ---- | ---- | ---- | ---- | ---- |
| 684  | ↘637 | ↗651 | ↘633 | ↘630 | ↗631 | ↘620 |
| 2017 | 2018 | 2019 | 2020 | 2021 |      |      |
| ↗624 | ↘621 | →621 | ↗623 | ↗650 |      |      |

## Состав сельского поселения
| № | Населённый пункт | Тип населённого пункта       | Население |
| - | ---------------- | ---------------------------- | --------- |
| 1 | Булгаково        | село, административный центр | ↘585      |
| 2 | Внуковка         | деревня                      | ↘26       |
| 3 | Воробьевка       | деревня                      | ↘15       |
| 4 | Заречный         | посёлок                      | ↗7        |
| 5 | Новая Нечаевка   | посёлок                      | ↘3        |
| 6 | Старая Нечаевка  | деревня                      | ↘1        |